# Jezioro Budziszewskie
Jezioro Budziszewskie – jezioro polodowcowe położone na Pojezierzu Gnieźnieńskim (powiat obornicki, województwo wielkopolskie).
Przez jezioro przepływa rzeka Mała Wełna, która łączy je z jeziorem Rogoźno od północy i jeziorem Rościńskim od południa.
W południowej części zachodniego brzegu jeziora zlokalizowane są ośrodki wypoczynkowe i strzeżona plaża.